# Haworthia zantneriana
Haworthia zantneriana là một loài thực vật có hoa trong họ Măng tây. Loài này được Poelln. mô tả khoa học đầu tiên năm 1937.